# 海上保安庁音楽隊
海上保安庁音楽隊（かいじょうほあんちょうおんがくたい、英語: Japan Coast Guard Band）は、海上保安庁に置かれている音楽隊である。

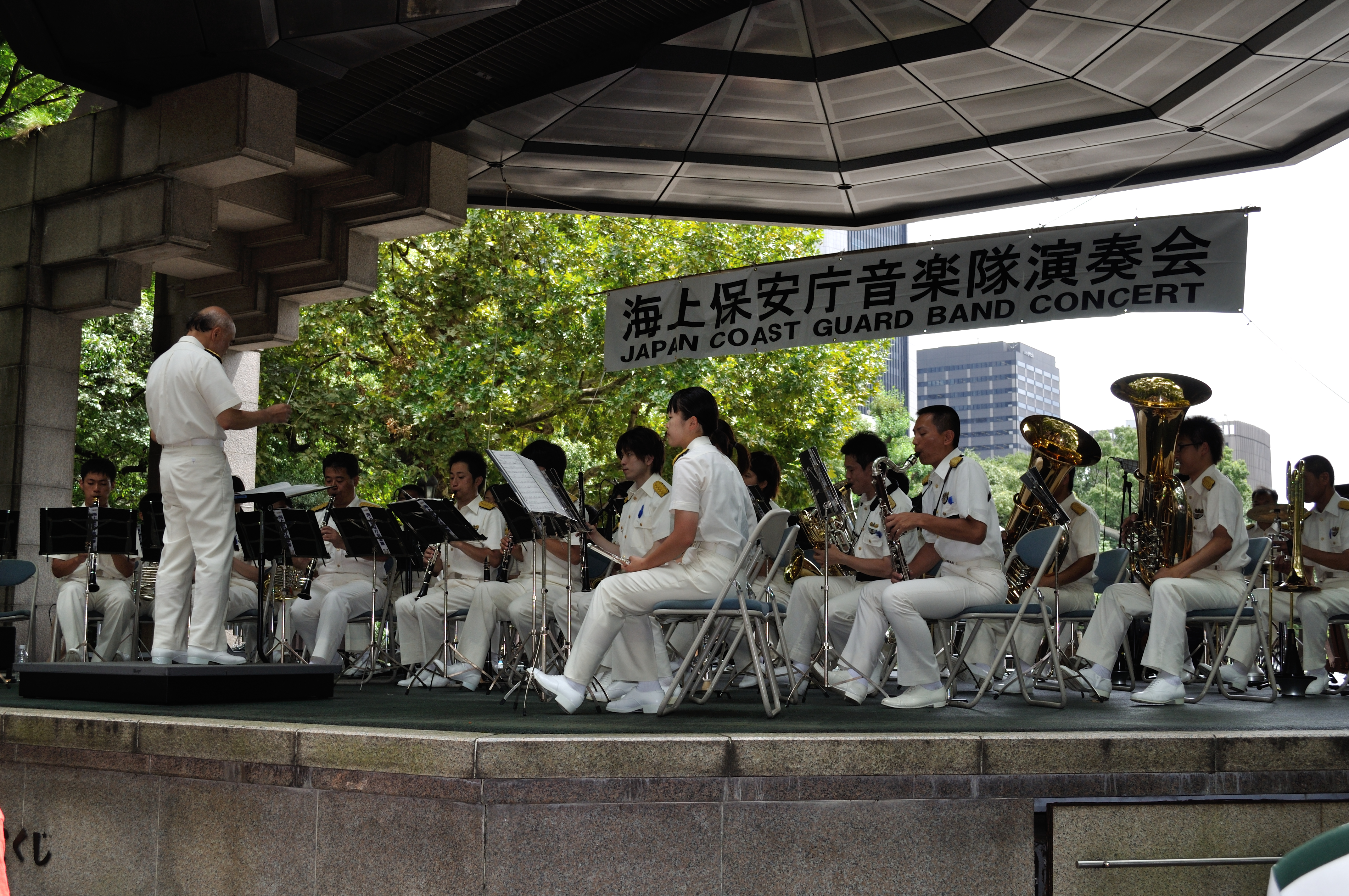
日比谷公園での広報演奏

## 沿革
海上保安庁の初代長官である大久保武雄の働きかけにより、旧海軍軍楽隊の出身者などを募り1951年（昭和26年）1月に「海上保安庁音楽隊」（旧）が36名編成で発足した。しかし、1952年（昭和27年）に海上自衛隊の前身にあたる海上警備隊が海上保安庁内に設置されたことに伴い、この音楽隊は同年7月に海上警備隊に移管されて「海上警備隊音楽隊」となった。さらに同年8月には保安庁設置によって海上保安庁から独立した警備隊の音楽隊になり、1954年（昭和29年）7月の防衛庁（自衛隊）発足で「海上自衛隊音楽隊（後の海上自衛隊東京音楽隊）」になった。
「海上保安庁音楽隊」（旧）の移管から36年後の1988年（昭和63年）4月1日、海上保安庁創設40周年を機に、新たに現在の「海上保安庁音楽隊」（新）が発足した。
| 代 | 氏名     | 在任期間      | 備考 |
| -- | -------- | ------------- | ---- |
| 10 | 東智伸   | 2009年4月1日- |      |
| 12 | 三谷聡史 | 2015年4月-    |      |
| 13 | 佐野和也 | 2016年4月-    |      |
| 14 | 須田雅美 | 2017年4月-    |      |
| 15 | 和田隆徳 | 2022年4月-    |      |
| 16 | 鈴木誠   | 2024年4月-    |      |

## 活動
自衛隊の音楽隊員が音楽演奏を主業務とする（専務隊）のに対して、海上保安庁の音楽隊員は一般の業務に従事しながら音楽隊の活動を行う（兼務隊）。関東圏を中心に年間20回ほどの演奏活動を行っている。海上保安庁殉職者追悼式や海上保安大学校卒業式など庁内の式典で演奏するほか、定期演奏会や広報行事などで一般向けの演奏も行う。また、下記のように国家行事での演奏実績もある。
東京都江東区青海の国土交通省青海総合庁舎内に訓練場を持つ。演奏時に着用する制服としては、第1種演奏服、第2種演奏服（甲）及び第2種演奏服（乙）の3種が設けられている。

## 演奏実績
- 1988年（昭和63年）5月13日：海上保安庁40周年記念祝賀会。
- 1989年（平成元年）2月：昭和天皇の大喪の礼における奏楽。
- 1990年（平成2年）11月：明仁天皇の即位の礼の祝賀御列の儀における奏楽。
- 1993年（平成5年）6月：皇太子徳仁親王の結婚の儀パレードにおける奏楽。
- 1994年（平成6年）11月：第1回定期演奏会を虎ノ門ホールで実施。
- 2008年（平成20年）11月28日-29日：アメリカ沿岸警備隊音楽隊（USCGB）を五反田「ゆうぽうとホール」に迎えて合同演奏会を実施[6]。
- 2019年（令和元年）
  - 9月21日：日比谷公園野外大音楽堂で、海上自衛隊東京音楽隊と合同演奏会を実施[7]。
  - 11月10日：国立国会図書館前で、今上天皇の即位の礼の祝賀御列の儀における奏楽[8]。

## 採用
音楽隊員としての採用は行っていない。海上保安学校または海上保安大学校を卒業して通常の海上保安官として入庁後、音楽隊を希望すれば、数年の現場業務の後に音楽隊に配属される場合もある。音楽隊の任期が終了すると、再び全国の海上保安業務の現場に復帰することになる。
教育期間を短縮できることから楽器の経験者が優遇される傾向にあり、2016年には担当楽器の経験がある事務官が音楽隊員に選出された。